# Steroïdhormonen

Het sterolskelet

Steroïdhormonen zijn een groep hormonen die ontstaan doordat in het organisme, uitgaande van de structuur van cholesterol (het steroïdskelet met vier ringen), wijzigingen in het cholesterol-molecuul worden aangebracht. Voorbeelden zijn onder andere testosteron, cortison, aldosteron, en oestrogeen. Er zijn veel verwante verbindingen (steroïden) bekend, die lang niet allemaal hormonale activiteit hebben, maar wel vele belangrijke functies vervullen in de cel en in de celmembranen.
Receptoren voor steroïdhormonen bevinden zich in het cytoplasma van de doelcellen. Binding van het steroïdhormoon aan zijn specifieke receptor vormt een complex, dat in de celkern DNA kan binden en transcriptie in gang zet. Steroïdhormonen zijn hydrofoob, in tegenstelling tot eiwithormonen.
Ze worden onderverdeeld in vijf hoofdgroepen: 
- glucocorticoïden
- mineralocorticoïden
- androgenen
- progestagenen
- oestrogenen.

De steroïdhormonen worden vooral geproduceerd in de bijnierschors en de testikels of ovaria. 